# Doble ionización
La doble ionización es un proceso de formación de iones doblemente cargados cuando se usa radiación láser en contra de la inercia de átomos neutros o de moléculas. Comúnmente es menos probable que la ionización de un electrón. Se distinguen dos tipos de doble ionización: secuencial y no secuencial.

## Doble ionización secuencial
Este fenómeno es un proceso de génesis de iones doblemente cargados que consta de dos eventos:
- Remoción del primer electrón de un átomo neutral/molécula, que deja un ion cargado en estado fundamental o  un estado excitado.
- Separación del segundo electrón del ion.[1]

## Doble ionización no secuencial
En 1975, experimentalmente, Suran y Zapesochny descubrieron este fenómeno en átomos alcalinotérreos. Aún con estudios extensivos, los detalles de la doble ionización en átomos alcalinotérreos continúan ignotos.
La ionización doble no secuencial es un proceso cuyo mecanismo difiere en cualquier detalle de la doble ionización secuencial anteriormente descrita. Pueden existir diferentes ejemplos:
- Ambos electrones salen del sistema simultáneamente, como en los átomos alcalinotérreos.
- El primer electrón propicia la liberación del segundo electrón, como en átomos de gases nobles.

Se supone que, en este caso, se realiza por transiciones de ambos electrones a través del espectro de estados atómicos autoionizantes, ubicados entre los potenciales de ionización primero y segundo.

En átomos de gases nobles, L'Huillier observó por primera vez la ionización doble no secuencial.
El interés hacia este fenómeno creció rápidamente después de ser redescubierto en campos infrarrojos y para intensidades mayores.
También se ha observado ionización múltiple.
El mecanismo de la ionización doble no secuencial en átomos de gases nobles difiere del que ocurre en átomos alcalinotérreos. En los gases nobles en campos de láser infrarrojo, siguiendo la ionización de un electrón, el liberado puede colisionar otra vez contra el ion que causó la liberación.
Este electrón actúa como «antena atómica», que absorbe la energía del campo de láser entre la ionización, que vuelve a colisionar y deposita ésta en el ion causante. Una dispersión no elástica en el ion causante resulta en excitación de colisión adicional y/o ionización.
A este mecanismo se le denomina «modelo de tres pasos» de la doble ionización no secuencial. Está estrechamente relacionado con el modelo de tres pasos de la generación de alta armonía. En gran parte la dinámica de doble ionización mediante aquel modelo es proporcional a la intensidad del campo láser.
La energía máxima (en unidades atómicas) ganada por el electrón que vuelve a colisionar del campo láser es {\displaystyle \sim 3.2U_{p}}, donde
{\displaystyle U_{p}={\frac {F^{2}}{4\omega ^{2}}}} es la energía ponderomotiva, {\displaystyle F} es la fuerza del campo láser, y {\displaystyle \omega } es la frecuencia del láser.
Incluso cuando {\displaystyle 3.2U_{p}} es mucho menor que la ionización potencial {\displaystyle I_{p}}, en los experimentos se ha observado ionización correlacionada.
Al contrario del {\displaystyle U_{p}} de régimen alto ({\displaystyle 3.2U_{p}>I_{p}}), en el {\displaystyle U_{p}} de régimen bajo ({\displaystyle 3.2U_{p}<I_{p}}) la contribución del láser durante el momento en que vuelve a colisionar es vital.
El análisis clásico y cuántico del {\displaystyle U_{p}} de régimen bajo demuestra dos maneras de eyección de un electrón después de volver a colisionar:
- Los dos electrones pueden ser liberados con poco tiempo de retraso comparado con el cuarto de ciclo del campo láser guía.
- El tiempo de retraso entre la eyección de los electrones primero y segundo es del orden del cuarto de ciclo del campo guía.

En estos dos casos, los electrones aparecen en diferentes cuadrantes del espectro correlacionado. Si continúa la segunda colisión, los electrones se lanzan casi simultáneamente, los signos de sus momentos en paralelo son iguales, y el campo láser los guía en la misma dirección hacia el detector.
 del {\displaystyle U_{p}}.
Si después de la segunda colisión los electrones se lanzan con retraso sustancial: un cuarto de ciclo o más, toman direcciones opuestas. Estos dos tipos de dinámicas generan diferentes espectros correlacionados.
Compárense los resultados experimentales con los obtenidos en Staute, 2007 y Rudenko, 2007.